# Lista de vítimas do Massacre de Ipatinga
A Lista de vítimas do Massacre de Ipatinga reúne as oito vítimas oficialmente reconhecidas do Massacre de Ipatinga, em 1963. Seus casos foram investigados pela Comissão Nacional da Verdade, em especial no conjunto de atividades da Comissão da Verdade em Minas Gerais. Na conclusão das investigações, indicou-se que as oito pessoas mortas, incluindo uma bebê de alguns meses, foram assassinados por argentes do Estado brasileiro, de acordo com a cadeia de comando: Magalhães Pinto (governador), José Geraldo de Oliveira (comandante-geral da Polícia Militar de Minas Gerais), Robson Zamprogno (capitão), Jurandir Gomes de Carvalho (tenente) e soldados.
| Imagem | Nome                       | Local de nascimento | Data de nascimento | Local de morte | Data de morte | Ocupação  | Referência |
| ------ | -------------------------- | ------------------- | ------------------ | -------------- | ------------- | --------- | ---------- |
|        | Aides Dias de Carvalho     | Aimorés             | 1940               | Ipatinga       | 1963-10-07    | operário  |            |
|        | Alvino Ferreira Felipe     | Ferros              | 1921-12-27         | Ipatinga       | 1963-10-07    | operário  |            |
|        | Ângela Eliane Martins      |                     | 1963-07            | Ipatinga       | 1963-10-07    |           |            |
|        | Antônio José dos Reis      | Alegre              | 1925-12-15         | Ipatinga       | 1963-10-07    | operário  |            |
|        | Geraldo da Rocha Gualberto | Braúnas             | 1935-03-01         | Ipatinga       | 1963-10-07    | alfaiate  |            |
|        | Gilson Miranda             | Vitória             | 1929               | Ipatinga       | 1963-10-07    | operário  |            |
|        | José Isabel do Nascimento  | Antônio Dias        | 1931-07-08         | Ipatinga       | 1963-10-17    | fotógrafo |            |
|        | Sebastião Tomé da Silva    | Guanhães            | 1943-08-20         | Ipatinga       | 1963-10-07    | operário  |            |